# Chantal Langlacé
Chantal Langlacé, francoska atletinja, * 6. januar 1955, Amiens, Francija.
Ni nastopila na poletnih olimpijskih igrah. Leta 1981 je osvojila Pariški maraton, leta 1985 Reimski maraton ter v letih 1986 in 1987 Lilleski maraton. Dvakrat je postavila svetovni rekord v maratonu, ki ga je držala v letih 1974 in 1977.